# Internationella matematikerkongressen 2026
Internationella matematikerkongressen 2026 kommer att vara den trettionde Internationella matematikerkongressen som hålls i Philadelphia från 22 juli till 29 juli 2026.
Frankrike förberedde sig för att tävla i organisationen av kongressen. Men vid International Mathematical Unions generalförsamling 2022 godkändes det att USA skulle organisera kongressen, eftersom den franska kandidaturen till slut inte presenterades. Så USA vann enhälligt.